# Szécsi Pál
Szécsi Pál (Budapest, 1944. március 19. – Budapest, 1974. április 30.) magyar énekes, előadóművész, dalszerző, dalszövegíró.
1967-ben a salgótarjáni amatőr versenyen megnyerte az énekesek versenyét, ugyanebben az évben a Táncdalfesztiválon a Csak egy tánc című dallal második helyezést ért el. Tagja lett a Rádió Tánczenei Stúdiójának. Bársonyos hangja, kiváló színpadi mozgása, megjelenése, egyedi előadói stílusa révén minden idők egyik legnépszerűbb magyar könnyűzenei előadójának számít. 1974-ben bekövetkezett halála pillanatától mítoszok és legendák fonódnak személye köré, melyek napjainkig élnek.

## Élete
Születési anyakönyvi bejegyzése szerint Szécsi Pál 1944. március 20-án született Budapesten (más forrásokban március 19-ét adnak meg). Apja, Szécsi Ferenc (1905–1945) nyelvész és író volt, aki a második világháború utolsó hónapjaiban halt meg. (Lánya állítása szerint agyonlőtték, a halotti bejegyzése szerint aknasérülés okozta a halálát.) Szécsi Pál még egyéves sem volt ekkor. Az özvegyen maradt édesanya, Szemere Klára (1916–2004) a kisfiút és két testvérét nevelőszülőkhöz adta, majd 1956-ban Ausztrián át az Egyesült Államokba disszidált. Nagyobbik lányát, Máriát Bécsig magával vitte, ott azonban a pályaudvaron hagyta. Kati és Pali Magyarországon maradtak.
1952. április 2-án íratták be Mezőtúron a Kossuth Úti Általános Iskolába, ahol 1956. szeptember 10-ig tanult. Ekkor Budapestre került az Állami Arany János Oktatási és Nevelő Intézetbe. Az 1955/56-os tanévben megkapta az iskola legjobb tanulója kitüntetést, gyakran lépett fel kulturális és irodalmi műsorokban. 1956. május 5-én a Furulyás Jancsi című előadásban főszerepet kapott. Később újra visszakerült Mezőtúrra, ahol 1959. április 8. és 1960. február 3. között az Állami Dózsa György Általános Gimnáziumba járt.
Későbbi lelki problémái visszavezethetők gyermekkorára. Az árván maradt fiú előbb nevelőszülőkhöz, majd állami gondozásba került, tizenhat esztendős koráig. Ezután, hogy magát el tudja tartani, dolgozni kezdett, segédmunkás lett. Egy alkalommal a Divat Intézet munkatársa felfigyelt Szécsi Pál sármos megjelenésére, jó mozgására, hamarosan az egyik legkedveltebb férfimanöken lett belőle.
1965 szilveszterén a Gellért Szállóban lépett fel egy divatbemutatón, a műsorban néhány számot énekelt. Valaki egy asztaltársaságtól ismét csak felfigyelt rá, s elvitte egy énektanárnőhöz. Szécsi ettől kezdve folyamatos zenei képzést kapott, Kovács Magda énektanárnál és Majláth Júliánál. 1967-ben dobogós helyezett lett az eszperantó táncdalfesztiválon a "Beléptél az életembe" (Regas vin vivo mia) című dallal, Salgótarjánban pedig egy amatőr fesztiválon megnyerte az énekesek versenyét. Még ugyanebben az évben Bánki László, a Magyar Televízió könnyűzenei osztályának vezetője fiatal tehetségeket keresett a Táncdalfesztiválra. Elment Szécsi énektanárnőjéhez, Majláth Júliához segítséget kérni. A tanárnő mint egyik legkedvesebb tanítványát, őt ajánlotta. Szécsi hatalmas sikert aratott. A Vadas Tamás – Varga Kálmán szerzőpáros által írt Csak egy tánc volt című dal a csodálatosan szép hangú fiatal énekest egyből az ország egyik legismertebb előadójává, sármos, kisfiús-férfias kinézete pedig a nők bálványává tette.
Igazán nagy sikert az olasz szerzemények Szécsi-féle adaptációi hoztak, majd a legnagyobb Szécsi-slágerek, s az ország könnyűzene-imádó közönsége a lábai előtt hevert. Az első ilyen olasz átültetést Sergio Endrigo komponálta és énekelte, mely 1970-ben Sanremóban A kritika díját nyerte el L’Arca di Noè (Noé bárkája), amelyet Szécsi Pál Kósza szél címen tett országszerte közkedvelt dallá. Hihetetlen népszerűségnek örvendett, magánéletében azonban sosem talált igazi társra – a fantasztikus karrier ellenére mindvégig magányos maradt.
Számos külföldi szereplése volt, az NSZK-ban Paul Moro néven lemezei is jelentek meg.
Szövegeket és zenét is szerzett (Ne félj, Nekem minden sikerül, Zenészballada stb.), tele volt újító ötletekkel, vokálokat szervezett. Zenés színpadi darabokban lépett föl; harmonikus mozgásával kiváló ritmusérzékével ott is sikereket ért el. Kibédi Ervin és Rátonyi Róbert invitálták az Operettszínházba is.
Szécsi Pál dalai, bársonyos, nagyon szép egyedi orgánumú hangja, csak rá jellemző levegővétel, hangképzés, előadói stílusa révén közkedvelt, őszinte érzelmeket sugárzó, nem giccses, nem avuló. Előadói, énekesi tevékenységének rendkívüli értékes jellemzője az igényesség: a tartalom, a forma, a szöveg, a zene és az előadásmód tekintetében.
Szécsi Pál egyéniségének kiemelkedő jellemvonása, tehetsége, szép hangja mellett – kollégái munkatársai elmondása szerint is – a kiváló emberi tulajdonságai, a kedvessége, közvetlensége, szerénysége. Mindvégig szerény és közvetlen ember maradt.
Lelki problémái ellenére, általában kellemes társasági ember tudott lenni, jó humorú – mindenki szerette és örült személyének. Sármja nem csak a női rajongókra hatott, hanem a férfiakra is, mindenkire. Bárhol megjelent, az első benyomásra – a mozgása, a mosolya, a nyíltszívű kedvessége, az orgánuma által – mindenki azonnal megszerette. Egykori diáktársai és tanárai is így emlékeztek meg róla, így őrzik emlékeikben: mint szeretetre, figyelemre méltó, különleges egyéniség.

## Szerelmei
Manökenként találkozott egy divatbemutatón Hase Maria Grażynával, a lengyel manökennel. A találkozásból szerelem lett, majd 1962-ben házasságot kötöttek. Rövid ideig Budapesten éltek, majd Grażyna visszatért Lengyelországba. Szécsi követte, ahol gyorsan és kiválóan elsajátította a lengyel nyelvet, idegenvezetőként is dolgozott – ám a házasságnak hamarosan vége lett, Szécsi Pál visszatért Budapestre.
1972-ben a Rádióban egy műsorban találkozott legismertebb szerelmével, Domján Edittel. A kölcsönös, lángoló szerelem januártól októberig tartott. Domján Edit elkísérte fellépéseire Szécsi Pált, együtt beszélték át a színpadi szereplés szakmai fogásait. A magába zárkózó, depresszív hajlamú művésznő decemberben öngyilkos lett, amit Szécsi Pál soha nem tudott feldolgozni.

## Halála

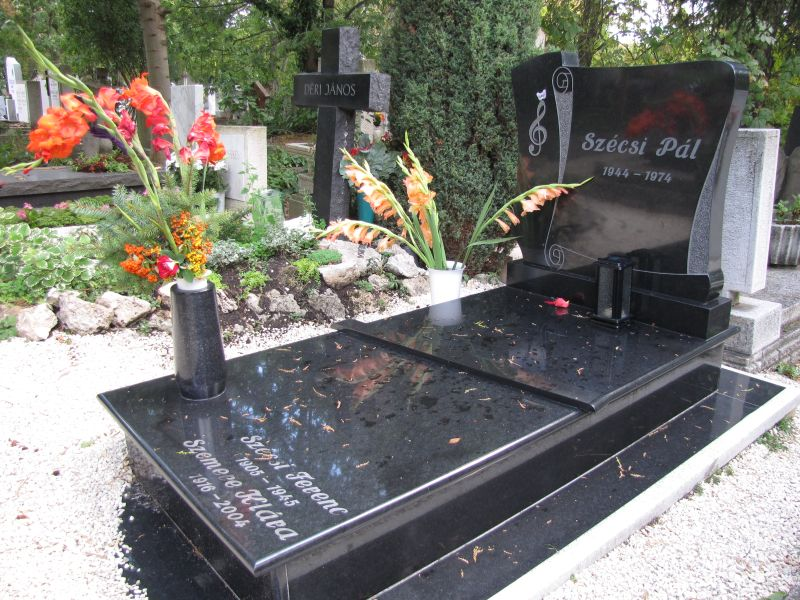
Szécsi Pál újabb sírja Budapesten. Farkasréti temető: 25-3-62.

Gondoskodó, szerető család nélküli, szomorú gyerekkora érzékennyé tette a tehetséges, túlérzékeny fiatalembert. Szorongásai többször torkolltak öngyilkossági kísérletekbe, az utolsó pillanatokban azonban barátai, ismerősei mindig megmentették az életét.
Végül 1974. április 30-án éjszaka az utolsó kísérletet már nem tudták megakadályozni. Mindössze 30 éves volt. Halála hírére gyászba borult az ország, rajongói nem tudták feldolgozni a veszteséget.  Budapesten, a Farkasréti temetőben helyezték örök nyugalomra. Temetésén nagy tömeg jelent meg, a gyászoló rajongók be akartak menni a ravatalozóba, útjukat Koós János állta el.
Még évekkel később is virágcsokrok borították, borítják ma is sírját.
1986-ban testvére, Szécsi Katalin ezekkel a szavakkal emlékezett rá a Zenészballada című könyv első soraiban: „Ilyennek látták: hallatlanul magabiztosnak, lezsernek, ő volt a Férfi… Messze nem volt magabiztos, messze nem volt ő olyan lezser, sok félelem élt benne, sok drukk. A siker könnyedséget adott neki. De valójában… Én hiszem, hogy az emberek lelke nem tud megváltozni… Ő ugyanaz a félénk kisfiú maradt, a kis gyökértelen, akinek indult.”

## Emlékére
Halála után előadás készült szerelmi életéről Szécsi Pál szerelmei címmel, amelyet Pozsgai Zsolt írt és rendezett. A színpadon Szécsi Pál alakja, életének története elevenedik meg – hat szerelem és hat öngyilkossági kísérlet „krónikája”. Az énekes élete, a kísérletek sorozata, a társkeresés, hogy megtalálja, aki az elvesztett anya és a szerető szerepét egyaránt betöltheti. A hat nővel való kapcsolatának hátterében egy csodálatos tehetség élete bontakozik ki, annak minden ellentmondásával, komikus helyzeteivel, tragédiájával.
Ismert alakok bukkannak fel az előadásban, művészek, énekesek, akiknek nagy része szerencsére még közöttünk él. Nagyszabású, látványos előadás, melyben tizenhét Szécsi Pál-dal hangzik el, a mai kor követelményeinek megfelelő hangszerelésben: a Szeretni bolondulásig, a Kék csillag, a Két összeillő ember, a Pillangó, a Szereted-e még, az Adagio és sok más közismert dal. (Szereplők: Gergely Róbert, Radó Denise, Nádas György, Józsa Imre, Maronka Csilla, Borbáth Ottília. Hangszerelte: Végvári Ádám.)
2017. március 19-én, születésének 73. évfordulóján emléktáblát avattak egykori budapesti otthona helyén lévő épületen.

## Szécsi Pál-díj
Halála utána tiszteletére alapították meg testvérei a Szécsi Pál-díjat.

## Legnépszerűbb dalai
- Csak egy tánc volt (1967)
- Édes öregem (1967)
- Talán sok év után (1968)
- Akkor is lesz nyár (1968)
- Szeretni bolondulásig (1968)
- Én édes Katinkám (1969)
- Szereted-e még (1969)
- Ha nem vagy velem (1969)
- Egy szál harangvirág (1970)
- Kék csillag (1970)
- Kósza szél (1970)
- Könnyezem (1970)
- A távollét (1971)
- Gedeon bácsi (1971)
- Pillangó (1971)
- Boldogság (1971)
- Két összeillő ember (1972)
- Kismadár (1972)
- Mint a violák (1973)
- Himnusz a nyárhoz (1973)
- Férfikönnyek (1973)
- Karolina (1974)
- Bús szívvel énekelni (1974)
- Ne félj (1974)

## Díjai, elismerései
- Made in Hungary – Előadói-díj (1974)

## Lemezei
- 1971 Hagyjuk, szívem (Hungaroton-Pepita)
- 1973 Egy szál harangvirág (Hungaroton-Pepita)
- 1976 Violák (Hungaroton-Pepita)
- 1983 Felettünk az ég (Hungaroton-Pepita)
- 1985 Egy szép régi dal (Hungaroton-Pepita)
- 1988 Csak egy tánc volt... (válogatás, Qualiton)
- 1989 Tárd ki ablakod (válogatás, Hungaroton-Gong)
- 1992 Két összeillő ember (Szécsi Pál és Domján Edit válogatás; Hungaroton-Gong)
- 1992 Mint a violák (válogatás, Média)
- 2001 Kósza szél (válogatás, Hungaroton Records Kft.)
- 2002 Égi trió (válogatás, Szécsi P. – Máté P. – Ihász G., RnR Média)
- 2003 Ha álmodni tudnál (válogatás; Aréna)

A dőlt betűkkel jelölt albumokat még nem adták ki CD-n.

## Filmjei
- A veréb is madár (1968) Holló Sándor külföldi barátja

## Könyvek róla
- Paulina Éva: Zenészballada (Magvető Könyvkiadó, 1986, ISBN: 9631409805)
- Szécsi Katalin: Palika (Greger-Delacroix, 2001, ISBN: 9638614420)
- Szécsi Katalin: Több, mint szerelem (K.U.K. Könyv-És Lapkiadó Kft., 2010, ISBN: 9789639887367)

## Érdekességek
- A Kispál és a Borz együttesnek léteznek Szécsi Pál és Pécsi szál című számai.
- A Kispál és a Borz Velőrózsák című albumán utal Szécsi Pál A távollét című dalára (Az autóm és én II.)
- Az Aranytíz Teátrum előadásában ma is fut egy színdarab Szécsi Pál életéről, a darabot Pozsgai Zsolt írta és rendezte, „Palika" alakját Gergely Róbert eleveníti meg. Az előadásokon gyakorta megfordult Szécsi Katalin, a fiatalon elhunyt táncdalénekes nővére.
- Mel Gibson Visszavágó (Payback) című filmjében elhangzik az Egy szál harangvirág című sláger refrénje, amikor is Mel Gibson (Porter) a bedrogozott feleségét lefekteti az ágyba és melléül. Majd kinyit egy kis fa zenedobozt (tetején a Hold látható) és megszólal az elfeledhetetlen örökzöld sláger, ami pár másodpercig hallható – természetesen ez csak a magyaroknak idézi fel Szécsi Pált, a dal eredetileg egy román zeneszerző, Ioan Ivanovici ‘A Duna hullámain’ című keringője (mellesleg a hivatalos soundtrack az ‘Anniversary song’ feldolgozást sorolja fel).
- Rácz Zsuzsa Nesze Neked Terézanyu! című regényében idézi a Nekem minden sikerül „kedves kis sláger” két sorát.
- A VAN valami furcsa és megmagyarázhatatlan című filmben elhangzik Szécsi Pál Boldogság című slágere.
- Neve szerepel Karafiáth Orsolya 2020-ban megjelent regényében a Amikor Szécsi Pál a csöveken keresztül üzent – Avagy így tanultuk a szerelmet.[6]
- Dzsúdló: Maui című számával tiszteleg Szécsi Pál előtt a "Csak egy tánc volt" legendás sorait felhasználva.

## Származása
| Szécsi Pál (Budapest, 1944. márc. 20.– Budapest, 1974. ápr. 30.) táncdalénekes | Apja: Szécsi Ferenc (Dobrica, 1905. máj. 5.– Budapest, 1945. jan. 7.) író, nyelvész | Apai nagyapja: Szécsi Sándor (szül. Stern Salamon) (Törökbecse, 1870. jan. 11.– Temesrékas, 1936.) orvos            | Apai nagyapai dédapja: Stern Jónás           |
| Szécsi Pál (Budapest, 1944. márc. 20.– Budapest, 1974. ápr. 30.) táncdalénekes | Apja: Szécsi Ferenc (Dobrica, 1905. máj. 5.– Budapest, 1945. jan. 7.) író, nyelvész | Apai nagyapja: Szécsi Sándor (szül. Stern Salamon) (Törökbecse, 1870. jan. 11.– Temesrékas, 1936.) orvos            | Apai nagyapai dédanyja: Dávid Háni           |
| Szécsi Pál (Budapest, 1944. márc. 20.– Budapest, 1974. ápr. 30.) táncdalénekes | Apja: Szécsi Ferenc (Dobrica, 1905. máj. 5.– Budapest, 1945. jan. 7.) író, nyelvész | Apai nagyanyja: Kentner Jozefin (Graz, 1876. szep. 27. – ?)                                                         | Apai nagyanyai dédapja: Kentner Zsigmond     |
| Szécsi Pál (Budapest, 1944. márc. 20.– Budapest, 1974. ápr. 30.) táncdalénekes | Apja: Szécsi Ferenc (Dobrica, 1905. máj. 5.– Budapest, 1945. jan. 7.) író, nyelvész | Apai nagyanyja: Kentner Jozefin (Graz, 1876. szep. 27. – ?)                                                         | Apai nagyanyai dédanyja: Szekulisz Paulina   |
| Szécsi Pál (Budapest, 1944. márc. 20.– Budapest, 1974. ápr. 30.) táncdalénekes | Anyja: Szemere Klára (Budapest, 1916. jan. 28.– Budapest, 2004. máj. 28.)           | Anyai nagyapja: Szemere Géza (szül. Stern Géza) (Budapest, 1883. máj. 2.– Budapest, 1933. jan. 30.) magánhivatalnok | Anyai nagyapai dédapja: Stern Salamon        |
| Szécsi Pál (Budapest, 1944. márc. 20.– Budapest, 1974. ápr. 30.) táncdalénekes | Anyja: Szemere Klára (Budapest, 1916. jan. 28.– Budapest, 2004. máj. 28.)           | Anyai nagyapja: Szemere Géza (szül. Stern Géza) (Budapest, 1883. máj. 2.– Budapest, 1933. jan. 30.) magánhivatalnok | Anyai nagyapai dédanyja: Fleischmann Malvina |
| Szécsi Pál (Budapest, 1944. márc. 20.– Budapest, 1974. ápr. 30.) táncdalénekes | Anyja: Szemere Klára (Budapest, 1916. jan. 28.– Budapest, 2004. máj. 28.)           | Anyai nagyanyja: Kolmann Auguszta Antónia Alojzia (Budapest, 1889. jan. 6.– Budapest, 1976. ápr. 15.)               | Anyai nagyanyai dédapja: Kolmann Béla        |
| Szécsi Pál (Budapest, 1944. márc. 20.– Budapest, 1974. ápr. 30.) táncdalénekes | Anyja: Szemere Klára (Budapest, 1916. jan. 28.– Budapest, 2004. máj. 28.)           | Anyai nagyanyja: Kolmann Auguszta Antónia Alojzia (Budapest, 1889. jan. 6.– Budapest, 1976. ápr. 15.)               | Anyai nagyanyai dédanyja: Edthofer Vilma     |